# 維吉尼亞州第七騎兵團
維吉尼亞州第七騎兵團(The 7th Virginia Cavalry)是美國內戰期間的一個邦聯騎兵團，於1861年由麥當勞(Angus W. McDonald)成立。其指揮為特立‧阿什比(Turner Ashby)，著名的南方騎兵軍官之一。

## 戰場生涯
每當遇到阿什比的騎兵們，聯邦軍隊都不敢輕易進攻，令加入此騎兵團的新兵增加。後來阿什比逝去，第七騎兵團中的部分騎兵被調至維吉尼亞州第十二騎兵團和維吉尼亞州第十七騎兵營(17th Battalion Virginia Cavalry)。
新的維吉尼亞州第七騎兵團於1863年至1864年間繼續四出阻擋南下的北軍，又跟隨李將軍北上攻伐賓州的蓋茨堡。
兵敗蓋茨堡後，維吉尼亞州第七騎兵團仍四處作戰，參與之戰役包括了莽原之役和細得溪之役等等。
1865年4月，第七騎兵團到達阿波馬托克斯郡府，但於格蘭特率軍到達前先突圍離開，所以並沒有投降，但知道大勢已去，第七騎兵團的成員還是解甲歸田。